# 려명거리 아파트

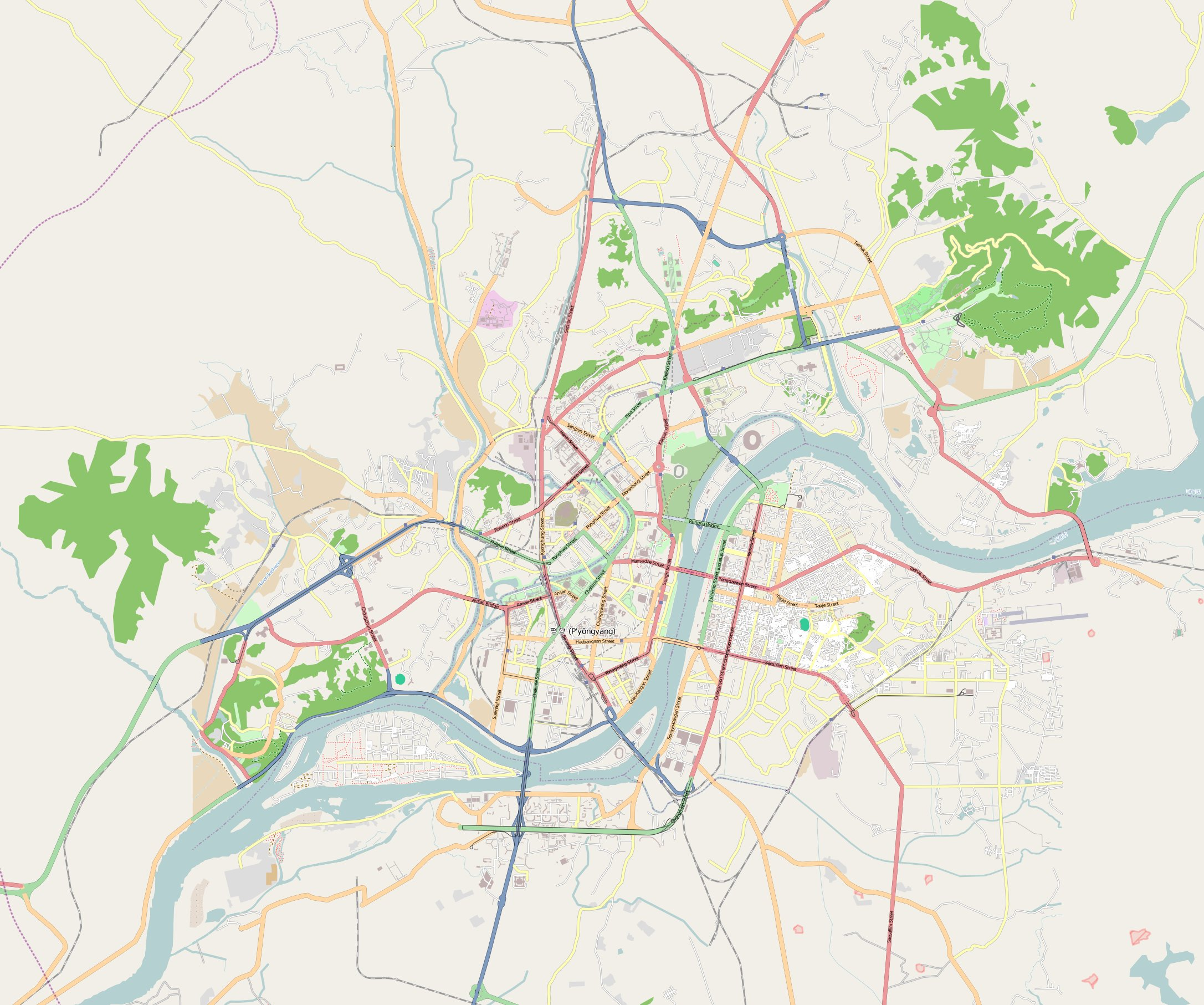
평양 내 위치

려명거리 아파트(표준어: 여명거리 아파트, 영어: Ryomyong Street Apartments) 또는 려명 콘도미니엄(표준어: 여명 콘도미니엄, 영어: Ryomyong Condominium)는 조선민주주의인민공화국 평양시 룡남산지구에 위치한 아파트이다.

## 역사
2016년 4월에 착공하여 7월 31일에 려명거리 70층 아파트의 골조공사가 완료되었다. 8월 24일에 러시아대사관이 공사중인 려명거리의 82층 아파트를 공개했다. 이후 모든 아파트의 골조공사가 끝난 후 2017년 4월 13일에 완공하였다.

## 구성
려명거리 아파트는 6개동으로 구성되어 있다.
| 동 명칭 | 층수 | 높이 |
| ------- | ---- | ---- |
| 1동     | 82층 | 270m |
| 2동     | 70층 | 240m |
| 3동     | 55층 | 210m |
| 4동     | 50층 | 200m |
| 5동     | 45층 | 153m |
| 6동     | 35층 | 140m |

## 높이
룡남산지구에 완공 당시 조선민주주의인민공화국에서 가장 높은 아파트가 되었다. 현재 평양시에서 가장 높은 아파트이며 부산에 위치한 해운대 두산위브더제니스(80층, 301m)의 층수를 제친다. 해운대 엘시티 더샵(101층, 412.1m)이 2019년 11월 30일에 완공되어 려명거리에 있는 82층짜리 아파트를 압도하게 되었다.

## 특징
려명거리에 위치한 초고층 아파트 단지는 할 수 있는 한 최대한 빨리 지으라는 조선로동당의 지시 아래 지어졌다. 해운대 엘시티에 박형준 부산시장 일가족 등이 사는 것과 달리 려명거리 아파트에는 평범한 노동자 가족이 산다.

## 내부 시설

### 1동
| 층수       | 용도      |
| ---------- | --------- |
| 1층 ~ 82층 | 아파트 등 |

### 2동
| 층수       | 용도      |
| ---------- | --------- |
| 1층 ~ 70층 | 아파트 등 |

### 3동
| 층수       | 용도      |
| ---------- | --------- |
| 1층 ~ 55층 | 아파트 등 |

### 4동
| 층수       | 용도      |
| ---------- | --------- |
| 1층 ~ 50층 | 아파트 등 |

### 5동
| 층수       | 용도      |
| ---------- | --------- |
| 1층 ~ 45층 | 아파트 등 |

### 6동
| 층수       | 용도      |
| ---------- | --------- |
| 1층 ~ 35층 | 아파트 등 |

## 같이 보기
- 려명거리
- 려명거리신도시
- 조선민주주의인민공화국의 마천루 목록
- 평양시의 마천루 목록